# کوجونجی‌خان
کوجم خان (زادهٔ ۱۴۵۲ – درگذشتهٔ ۱۵۳۱) که از سوی مادر نوادهٔ میرزا الغ بیگ تیموری بود، سومین فرمانروای دودمان شیبانیان، که در خانات بخارا در ۱۵۱۲-۱۵۳۱ فرمانروایی می‌کرد.
پس از مرگ شیبک خان عمویش که از نوادگان میرزا الغ بیگ بود یعنی سویونچ‌خواجه‌خان (۱۵۱۱–۱۵۱۲) برای مدت کوتاهی در جایگاه خان عالی دودمان برگزیده شد.
در روزهای پایانی سال ۱۵۱۲ همه سلاطین شیبانی در سمرقند گرد آمدند و با همراهی عبیدالله خان، برادر بزرگِ سویونچ‌خواجه‌خان یعنی کوجم سلطان را در اینجا به فرمانروایی فراخواندند. پس از آن، سویونچ‌خواجه از جایگاه اعظم خان کناره‌گیری می‌کند و به عنوان ارشدیت، آن را به برادر بزرگتر خود می‌دهد. اینگونه کوجم خان (۱۵۱۲–۱۵۳۰) به جایگاه خان عالی شیبانیان رسید.
در ۱۵۱۳-۱۵۲۳، ‌کوجم خان اصلاحات پولی را انجام داد که وارونِ اصلاحات پولی شیبک خان، کمتر اندیشمندانه بود و نزدیکِ ده سال به درازا انجامید. با این همه، به بالیدن اقتصاد و بازرگانی کمک کرد عنوان کوجم خان «سلطان خاقان ابومنصور بهادرخان» و نیز نام چهار خلیفهٔ نخست بر روی سکه‌ها گنجانده شد.

## نبردها و لشکرکشی ها در برابر صفویان
در زمان کوجم خان، سنی‌های شیبانی به فرماندهی عبیدالله خان با شیعیان صفوی جنگیدند. آنها دو بار (۱۵۱۳/۱۵۱۴؛ ۱۵۲۹) توانستند هرات (پایتخت پیشین تیموریان در خراسان) را از دست صفویان پس بگیرند.

نبرد غجدوان :
در سال ۱۵۱۲، سلطان کوجونجی، محمد تیمور سلطان و ابوسعید سلطان را برای کمک به عبیدالله خان فرستاد. آنها در جنگ سرنوشت‌ساز غجدوان، در جنگ شیبانیان فرارود از یک سو و گروهی از ایران صفوی به فرماندهی نجم ثانی از سوی دیگر شرکت کردند که طی آن شیبانیان به رهبری عبیدالله خان پیروز شدند. پیروزی بر سپاه نجم ثانی و کشور را از نفوذ ایران صفوی رهانید.
نبرد جام :
در ۲۴ سپتامبر ۱۵۲۸ در جام خراسان نبردی بین سپاهیان شیبانی به رهبری عبیدالله خان و کوجم خان و صفویان در گرفت که در آن خوانین و سلاطین شیبانی از قزلباش‌ها شکست خوردند و خسارات سنگینی متحمل شدند.

## بن‌مایه
- همکاری‌کنندگان ویکی‌پدیا، «Kuchkunji Khan»، ویکی‌پدیای انگلیسی، دانشنامهٔ آزاد (بازیابی ۱۶ اسفند ۱۴۰۰)